# Abdoulaye Ouzérou
Abdoulaye Ouzérou (sinh ngày 24 tháng 10 năm 1985 ở Parakou) là một cầu thủ bóng đá người Bénin hiện tại thi đấu cho Buffles du Borgou FC.

## Sự nghiệp
Ouzerou khởi đầu sự nghiệp cùng với Energie FC và ký hợp đồng năm 2007 cùng với Buffles FC. Anh rời khỏi đội bóng vào mùa hè năm 2008 Buffles FC và gia nhập Al Madina Tripoli của Giải bóng đá ngoại hạng Libya theo dạng cho mượn.

## Sự nghiệp quốc tế
Tiền đạo này được triệu tập với tư cách dự bị tham dự Cúp bóng đá châu Phi 2008 ở Ghana. Lần triệu tập thứ hai vào Bénin là vào ngày 29 tháng 3 năm 2009 trước Ghana.